# Червоне Поле (Миколаївський район)
Червоне́ По́ле — село в Україні, у Степівській сільській громаді Миколаївського району Миколаївської області. Населення становить 279 осіб.

## Населення

### Мова
Розподіл населення за рідною мовою за даними перепису 2001 року:
| Мова       | Кількість | Відсоток |
| ---------- | --------- | -------- |
| українська | 264       | 94.62%   |
| російська  | 11        | 3.94%    |
| румунська  | 3         | 1.08%    |
| польська   | 1         | 0.36%    |
| Усього     | 279       | 100%     |

## Символіка
Символіку селазатверджено рішенням №15 сорок шостої (позачергової) сесії депутатів восьмого скликання Михайлівської сільської ради від 26 червня 2020 року. Герб є напівпромовистим.

### Герб
Герб села Червоне Поле має форму щита іспанського типу золотого кольору, що несе у собі зображення п’яти червоних маків розміщених у порядку 2:1:2. 
Щит обрамлено декоративним золотим картушем та увінчано золотою сільською короною у вигляді п’яти колосків.

### Прапор
Прапор села Червоне поле – квадратне полотнище поділене навпіл по горизонталі на дві рівні частини жовтого та червоного кольору. Верхня жовта частина несе в собі зображення червоного маку, нижня – червона – несе в собі зображення золотого маку.